# アンドレイ・ウルサケ
アンドレイ・ウルサケ（Andrei Ursache、1984年5月10日 - ）は、ルーマニアのラグビーユニオン選手。

## プロフィール
- ルーマニア・バカウ出身[1]。
- ポジションはプロップ(PR)。
- 身長 180cm、体重 117kg
- 兄のバレンティンはラグビー選手(ルーマニア代表)。
- ルーマニア代表通算キャップ数は34（2025年5月現在）でラグビーワールドカップ2015のルーマニア代表に選ばれた[2]。

## 略歴
ブカレスト・ウルブズを経て、2012年、USカルカソンヌに加入。
2024年、現役引退。同年、USカルカソンヌのコーチに就任。